# Аркушенко Володимир Прокопович
Арку́шенко Володи́мир Проко́пович (16 травня 1925, м. Первомайськ Миколаївської області — 7 травня 1977, м. Львів) — український актор. Народний артист УРСР (1969).

## Біографія
Закінчив Київський інститут театрального мистецтва в 1950 році.
Виступав у Львівському академічному українському драматичному театрі ім. М. Заньковецької (1950–1977). Знімався на Київській кіностудії художніх фільмів.
Помер 7 травня 1977 року. Похований у Львові на Личаківському цвинтарі, поле № 3. На могилі пам'ятник авторства скульпторки Луїзи Штеренштейн.

## Ролі в кіно
- «Кінець Чирви-Козиря» (1957, режисер Василь Лапокниш) — Петро Малоштан, бідний селянин
- «Іванна» (1959, режисер Віктор Івченко) — Микола Андрійович Зубар, старший лейтенант НКВС
- «Вершники» (1972, режисер Вадим Костроменко) — поліцай

## Ролі в театрі
- Сватання на Гончарівці (Григорія Квітки-Основ'яненка) — Стецько.
- Пора жовтого листу (Миколи Зарудного) — Некований.
- Король Лір (Вільяма Шекспіра) — Блазень.